# Discodermia verrucosa
Discodermia verrucosa är en svampdjursart som beskrevs av Topsent 1928. Discodermia verrucosa ingår i släktet Discodermia och familjen Theonellidae. Inga underarter finns listade i Catalogue of Life.